# RePEc
RePEc(Research Papers in Economics)는 경제학 분야 지식정보 유통을 촉진하기 위한 70여 개국 수백 명 연구자들의 협력체이다. RePEc는 경제학 분야의 연구보고서. 논문 그리고 소프트웨어 등의 분산데이터 베이스로 RePEc의 모든 자료는 무료로 이용 가능하다. 연구자는 소속되어 있는 부서나 기관의 저장소를 통해 RePEc로 자료를 제출할 수 있으며, 등록되지 않은 기관의 연구자는 MPRA(Munich Personal RePEc Archive)에 제출하면 자동으로 RePEc에 전달된다. 연구 성과물을 제출하기 위해서는 RePEc Author Service를 통해 저자 등록이 필요하며 이것은 제출한 연구 성과물에 대한 품질 제고를 위해 저자 링크를 포함하기 때문이다. MPRA를 통한 저자의 직접 제출은 저널이나 책에 수록할 목적으로 저작한 경제학 분야 학술 저작물이면 어떤 언어라도 제출할 수 있다. 또한 저작권 소유자의 동의하에 이전에 출판한 논문도 제출할 수 있다. 제출된 논문은 편집자 검토와 승인을 통해 반입된다. 저자는 제출한 연구 성과물의 다운로드 횟수나 인용정보를 항상 확인할 수 있다. 제출의 활성화를 위해 등록한 저자들에게는 매달 이용현황 및 인용정보를 메일링 서비스하고 있다. 이용자는 특별한 등록절차 없이도 RePEc 자료를 이용할 수 있지만, 논문을 제출하거나 등록된 저자 리스트를 보거나 검색하기 위해서는 반드시 등록 절차가 필요하다.

## 주요연혁
- 1993년 세계 최초의 경제학 분야 진행논문의 온라인 서비스인 Matclass 개시.
- 1993년 워싱턴 대학에서 경제학 분야 진행논문 아카이브인 EconWPA 서비스 개시.
- 1993년 Manchesrter 컴퓨팅센터에 있는 고퍼서버로 NetEc 서비스 시작, 초기 서비스는 BibEc와 WoPEc로 출발.
- 1994년 NetEc 웹 서비스 시작.
- 1994년 NetEc 관련 프로젝트인 codEc, WebEc 시작.
- 1994년 EconWPA 서비스 NetEc에 참여.
- 1995년 WebEc 서비스 NetEc에 참여.
- 1995년 NetEc 관련 프로젝트인 jokEc 시작.
- 1995년 EconWPA 서비스에서 웹기반의 제출 인터페이스 사용.
- 1995년 BibEc와 WoPEc의 미국 미러사이트(워싱턴 대학) 및 일본 미러사이트(히토츄바시 대학) 개설.
- 1996년 JISC가 WoPEc에 자금지원.
- 1996년 스웨덴의 S-WoPEc 서비스 시작.
- 1997년 독일의 DEGREE 서비스 시작.
- 1997년 jokEc 서비스 NetEc에 참여.
- 1997년 RePEc로 서비스 출발.[2]

## 얻을 수 있는 정보들
기본 원칙은 게시자 인덱스의 콘텐츠 RePEc에 있다.  메타 데이터 아카이브가 구성되는 방법을 나타내는 길 프로토콜에 따라, 자신의 HTTP 나 FTP 사이트에 대한 메타 데이터를 호스팅한다. 그런 다음 메타 데이터 템플릿 구문의 구문은 ReDIF, 연구 문서 정보 형식에 의해 유도된다.
당신이 RePEc에 게시에 대한 정보를 기여하려는 경우, 당신은 위의 문서를 읽거나 이러한 단계별 지침 또는 샘플 템플릿을 사용할 수 있다.
같은 지침 상업 출판사 나 연구 기관에 대해 적용된다.
RePEc 아카이브 메인테이너는 팁과 트릭과 FAQ의 템플릿 구문 및 링크 검사기의 좋은 사용을 만들 수 있다.

## 지원 서비스
- RePEc저자 서비스 :  작가 등록 및 RePEc에 프로필의 유지.
- 저자 서비스에 등록 된 저자 공동 저자의 중심성에 의한 컬렉터 순위 제공
- 경제학 : 기사와 논문의 RePEc Biblio 손으로 선택한 문헌 제공
-Munich Personal RePEc Archive : RePEc에 참여한 아카이브가 부족한 기관의 저자들은 MPRA에 자신의 논문을 제출하고이를 RePEc 데이터베이스에 포함 시킬 수 있다.
-IDEAS : 전체의 RePEc 데이터베이스로, 전체적인 검색 가능하다.
-EconPapers : RePEc 모두에 대한 액세스를 제공한다. 열람 및 검색이 가능하다.

## 협력체
RePEc은 대학의 연구보고서를 제공하기 위해 미국경제협회(American Economic Association)의 EconLit 데이터베이스와 협력하고 있으며 논문의 원문을 구축하진 않고 분산된 데이터베이스로의 링크를 제공한다. 현재 925.000건이 구축되어 있으며 이중 800.000건 이상이 온라인으로 이용 가능하다. 리포지터리를 구축하기 위한 시스템은 자체개발 시스템을 사용하고 있다. RePEc은 개인의 저장소 구축은 지원하지 않지만 기관의 저장소 구축을 위해서는 관련된 기술을 지원한다.

## 운영 및 지원정책
RePEc은 연구자가 논문을 중앙에 직접 제출하거나 각 기관에 보급한 RePEC 저장소를 통해 제출할 수 있는 분산체제다. 따라서 RePEc에서는 각 기관에서 공통적으로 필요한 리포지터리 운영기술 등을 제공하고, 실질적인 운영관리는 개별 기관별로 수행한다.

## 수집정책
RePEc은 기본적으로는 각 기관저장소에 구축된 자료들을 수집하고, 부가적으로 미등록기관에 소속된 이용자를 위해 중앙에 직접 제출할 수 있게 하고 있다.

## 관리정책
개인연구자가 직접 제출하는 경우 가이드라인을 명시하고 이에 부합하지 않는 논문은 편집자 판단에 따라 거절할 수 있다. 하지만 깊이 있는 심사보다는 학술적인지, 리포지터리 주제범위에 부합하는지만 판단한다.

## 저작권정책
리포지터리에서 수집된 연구 성과물들에 대한 저작권을 이양받기 위해 저작권이 저자에게 있는 출판 전 기사나 출판 중인 논문 위주로 저자 직접 제출을 통해 수집하여 저작권 문제를 해결하고 있다.

## 성공요인
- 분산성으로 RePEc의 아카이브 시스템, 서비스 인터페이스 등이 전 세계로 분산되어 네트워크로 연결된다.

- 자발성으로 운영조직이나 직원, 예산, 법률적 제약 등이 없다. RePEc을 통해 정보자원 공유를 원하는 기관이나 개인 누구든지 자발적으로 참여하고 활용할 수 있다.

- 콘텐츠와 서비스의 다양성으로, 경제학 분야 진행논문, 저널논문, S/W구성요소, 단행본, 북쳅터 등의 학술자원 뿐 아니라, 경제학 분야 학과, 기관, 연구소, 공공기관 등에 대한 디렉토리 정보를 제공한다.

- 전문성으로 전 세계의 경제학 분야 저명한 개인, 학과, 연구소, 공공기관 등이 RePEc 네트워크에 참여하므로 주제적 전문성이 매우 높다.[9]

## 목적
RePEc의 운영은 다음 두 가지 목적을 지향한다.
- 첫째, 도서관적 목적으로 인터넷 상에 사용가능한 경제학 데이터에 대한 서지정보를 제공한다.
- 둘째, 출판적 목적으로 인터넷 상에 경제학 분야 정보자원들에 대한 '무료접근'을 제공한다.[10]

## RePEc Author Service에 등록된 논문으로 산정된 대학 순위
〈2017. 3월 기준〉
| Rank | Institution | Score | Authors | Author shares |
| ---- | ----------- | ----- | ------- | ------------- |

| 순위 |  | 기관 | 점수  | 저자 수 (총) | 저자 점수 (총) |
| 1    |  | Department of Economics, Harvard University Cambridge, Massachusetts (USA) 하버드 대학교, 경제학과                                | 1.17  | 70           | 58.11          |
| 2    |  | Economics Department, Massachusetts Institute of Technology (MIT) Cambridge, Massachusetts (USA)                                  | 2.81  | 46           | 37.12          |
| 3    |  | Department of Economics, Princeton University Princeton, New Jersey (USA) 프린스턴 대학교, 경제학과                               | 3.42  | 48           | 35.3           |
| 4    |  | Department of Economics, University of Chicago Chicago, Illinois (USA) 시카고 대학교, 경제학과                                    | 4.69  | 55           | 47.37          |
| 5    |  | Department of Economics, University of California-Berkeley Berkeley, California (USA) 캘리포니아 대학교, 버클리 캠퍼스, 경제학과  | 5     | 52           | 43.27          |
| 6    |  | Department of Economics, Oxford University Oxford, United Kingdom 옥스포드 대학교, 경제학과                                       | 5.3   | 171          | 121.75         |
| 7    |  | Paris School of Economics Paris, France 파리 경제 대학교                                                                          | 6.38  | 188          | 138.8          |
| 8    |  | Department of Economics, Stanford University Stanford, California (USA) 스탠포드 대학교, 경제학과                                 | 8.05  | 55           | 42.3           |
| 9    |  | Department of Economics, School of Arts and Sciences, Columbia University New York City, New York (USA) 콜룸비아 대학교, 경제학과 | 9.23  | 52           | 42.17          |
| 10   |  | Department of Economics, New York University (NYU) New York City, New York (USA) 뉴욕 대학교, 경제학과                            | 9.99  | 54           | 44.34          |
| 11   |  | Toulouse School of Economics (TSE) Toulouse, France                                                                               | 10.01 | 166          | 145.58         |
| 12   |  | Economics Department, Yale University New Haven, Connecticut (USA)                                                                | 12.31 | 49           | 34.4           |
| 13   |  | Economics Department, Brown University Providence, Rhode Island (USA)                                                             | 13.11 | 60           | 55.14          |
| 14   |  | Department of Economics, Boston University Boston, Massachusetts (USA)                                                            | 13.87 | 55           | 49.71          |
| 15   |  | Barcelona Graduate School of Economics (Barcelona GSE) Barcelona, Spain                                                           | 16.48 | 157          | 124.02         |
| 16   |  | Department of Economics, University of California-San Diego (UCSD) La Jolla, California (USA)                                     | 18.53 | 44           | 37.59          |
| 17   |  | Economics Department, Dartmouth College Hanover, New Hampshire (USA)                                                              | 18.89 | 35           | 32.39          |
| 18   |  | Economics Department, London School of Economics (LSE) London, United Kingdom                                                     | 20.05 | 61           | 42.34          |
| 19   |  | Economics Department, University of Michigan Ann Arbor, Michigan (USA)                                                            | 20.35 | 65           | 53.11          |
| 20   |  | Department of Economics, University of Pennsylvania Philadelphia, Pennsylvania (USA)                                              | 20.41 | 38           | 33.03          |
| 21   |  | Department of Economics, Northwestern University Evanston, Illinois (USA)                                                         | 22.48 | 37           | 32.79          |
| 22   |  | Finance and Economics Department, Graduate School of Business, Columbia University New York City, New York (USA)                  | 23.04 | 29           | 23.44          |
| 23   |  | Department of Economics, University College London (UCL) London, United Kingdom                                                   | 23.49 | 76           | 57.02          |
| 24   |  | Department of Economics, Boston College Chestnut Hill, Massachusetts (USA)                                                        | 23.97 | 56           | 50.77          |
| 25   |  | Vancouver School of Economics, University of British Columbia Vancouver, Canada                                                   | 24.97 | 43           | 38.32          |
| 26   |  | Economics Department, University of Wisconsin-Madison Madison, Wisconsin (USA)                                                    | 25.3  | 36           | 28.56          |
| 27   |  | Department of Economics, University of California-Los Angeles (UCLA) Los Angeles, California (USA)                                | 26.89 | 46           | 38.44          |
| 28   |  | Economics Department, University of California-Davis Davis, California (USA)                                                      | 31.81 | 44           | 39.13          |
| 29   |  | Department of Economics, University of Southern California Los Angeles, California (USA)                                          | 32.28 | 42           | 32.59          |
| 30   |  | Department of Economics, University of Warwick Coventry, United Kingdom                                                           | 32.35 | 70           | 56.11          |
| 31   |  | Department of Economics, Cornell University Ithaca, New York (USA)                                                                | 34.94 | 50           | 31.25          |
| 32   |  | Faculty of Economics, University of Cambridge Cambridge, United Kingdom                                                           | 35.87 | 72           | 58.59          |
| 33   |  | Economics Department, Michigan State University East Lansing, Michigan (USA)                                                      | 36.67 | 50           | 44.96          |
| 34   |  | Department of Economics, Vanderbilt University Nashville, Tennessee (USA)                                                         | 36.82 | 39           | 38.21          |
| 35   |  | École des Sciences Économiques de Louvain, Université Catholique de Louvain Louvain-la-Neuve, Belgium                             | 36.89 | 126          | 69.47          |
| 36   |  | Department of Economics, Monash Business School, Monash University Melbourne, Australia                                           | 37.04 | 64           | 61.66          |
| 37   |  | Institut for Økonomi, Aarhus Universitet Aarhus, Denmark                                                                          | 37.36 | 123          | 85.38          |
| 38   |  | Department of Economics, Duke University Durham, North Carolina (USA)                                                             | 38.1  | 46           | 35.49          |
| 39   |  | Economics Department, Georgetown University Washington, District of Columbia (USA)                                                | 38.3  | 42           | 36.33          |
| 40   |  | Department of Economics, University of Maryland College Park, Maryland (USA)                                                      | 38.41 | 48           | 38.2           |
| 41   |  | Economics Department, Queen's University Kingston, Canada                                                                         | 38.45 | 56           | 49.06          |
| 42   |  | Department of Economics, University of Minnesota Minneapolis, Minnesota (USA)                                                     | 40.25 | 29           | 23.87          |
| 43   |  | Department of Economics, University of Toronto Toronto, Canada                                                                    | 40.31 | 63           | 56.2           |
| 44   |  | Aix-Marseille School of Economics (AMSE) Aix-en-Provence/Marseille, France                                                        | 43.49 | 112          | 94.59          |
| 45   |  | Institut für Volkswirtschaftslehre, Wirtschaftswissenschaftliche Fakutät, Universität Zürich Zürich, Switzerland                  | 43.83 | 77           | 68.4           |
| 46   |  | School of Economics, University of Queensland Brisbane, Australia                                                                 | 44.39 | 80           | 74.56          |
| 47   |  | Economics Department, Stern School of Business, New York University (NYU) New York City, New York (USA)                           | 44.91 | 24           | 21.12          |
| 48   |  | Department of Economics, W.P. Carey School of Business, Arizona State University Tempe, Arizona (USA)                             | 45.41 | 40           | 38.8           |
| 49   |  | School of Economics, University of Nottingham Nottingham, United Kingdom                                                          | 47.06 | 90           | 59.15          |
| 50   |  | Eitan Berglas School of Economics, Tel Aviv University Tel Aviv, Israel                                                           | 47.2  | 24           | 18.36          |

## 같이 보기
- 사회과학 연구 네트워크

## 참조
1. ↑  정영미, 이상기. 성공적인 리포지터리의 운영정책에 관한 연구.『정보관리학회지』. 27(4):139-140
2. ↑  이수상 (2007). 기초학문자료센터 오픈액세스 시스템 구축 및 운영 방안 연구. 한국정보관리학회 발행 연구보고서.
3. ↑  http://www.repec.org/#uses
4. ↑  정영미, 이상기. 성공적인 리포지터리의 운영정책에 관한 연구.『정보관리학회지』. 27(4):140
5. ↑  정영미, 이상기. 2010. 성공적인 리포지터리의 운영정책에 관한 연구. 『정보관리학회지』. 27(4): p.143
6. ↑  정영미, 이상기. 2010. 성공적인 리포지터리의 운영정책에 관한 연구.『정보관리학회지』. 27(4): p.144
7. ↑  정영미, 이상기. 2010. 성공적인 리포지터리의 운영정책에 관한 연구.『정보관리학회지』. 27(4): p.145
8. ↑  정영미,이상기. 2010. 성공적인 리포지터리의 운영정책에 관한 연구. 『정보관리학회지』. 27(4): 147.
9. ↑  이수상 (2007). 기초학문자료센터 오픈액세스 시스템 구축 및 운영 방안 연구. 한국정보관리학회 발행 연구보고서.
10. ↑  이수상, 「기초학문자료센터 오픈액세스 시스템 구축 및 운영 방안 연구」, 서울 : 한국학술진흥재단, 2007, p90.
11. ↑  http://ideas.repec.org/top/top.toplevel.html